# جورج بيرس اينيس
جورج بيرس اينيس (بالإنجليزية: George Pearse Ennis)‏ (و. 1884 – 1936 م)هو رسام من الولايات المتحدة الأمريكية . ولد في سانت لويس، ميزوري .
توفي في أوتيكا، نيويورك .

## التعليم
تعلم في جامعة واشنطن في سانت لويس.